# Amblyomma variegatum
Amblyomma variegatum es una especie de garrapata dura del género Amblyomma, subfamilia Amblyomminae. Fue descrita científicamente por el zoólogo danés Johan Christian Fabricius en 1794.

## Distribución
Se distribuye por Botsuana, Angola, Anguila, Antigua y Barbuda, Barbados, Benín, Burkina Faso, Burundi, Camerún, República Centroafricana, Chad, República Democrática del Congo, Costa de Marfil, Dominica, Eritrea, Etiopía, Francia, Gabón, Gambia, Ghana, Guadalupe, Guinea, Guinea-Bisáu, Kenia, Madagascar, Malaui, Malí, Martinica, Mauritania, Montserrat, Marruecos, Mozambique, Níger, Nigeria, Puerto Rico, Ruanda, San Cristóbal y Nieves, Santa Lucía, San Vicente y las Granadinas, Senegal, Sierra Leona, Somalia, Sudáfrica, Sudán, Tanzania, Togo, Uganda, Islas Vírgenes (EE. UU.), Zambia y Zimbabue.

## Vector de enfermedades
Los huéspedes salvajes son los búfalos y otros grandes herbívoros. Todos los estadios también se alimentan de bovinos, ovinos y caprinos. Las ninfas pueden alimentarse de pájaros. Los adultos se adhieren a la papada, el esternón, los flancos, las áreas alrededor de los genitales y las ubres. Se han publicado estudios sobre la ecología de Amblyomma variegatum. Al igual que Amblyomma hebraeum, esta garrapata es un vector importante de la bacteria Ehrlichia ruminantium que causa latidos del corazón en el ganado vacuno, ovino y caprino. Amblyomma variegatum también transmite la bacteria Ehrlichia bovis, que causa la ehrlichiosis bovina, y los protozoos Theileria mutans y Theileria velifera, que causan la theileriosis bovina benigna. La garrapata también se ha asociado con la dermatofilosis (también llamada estreptotricosis) causada por la bacteria Dermatophilus congolensis. Las heridas causadas por la garrapata y la inmunosupresión secundaria a la alimentación predisponen la entrada de la bacteria en la piel. La dermatofilosis da como resultado una pérdida de producción de leche, pieles de mala calidad, pérdida de peso y, a veces, la muerte.

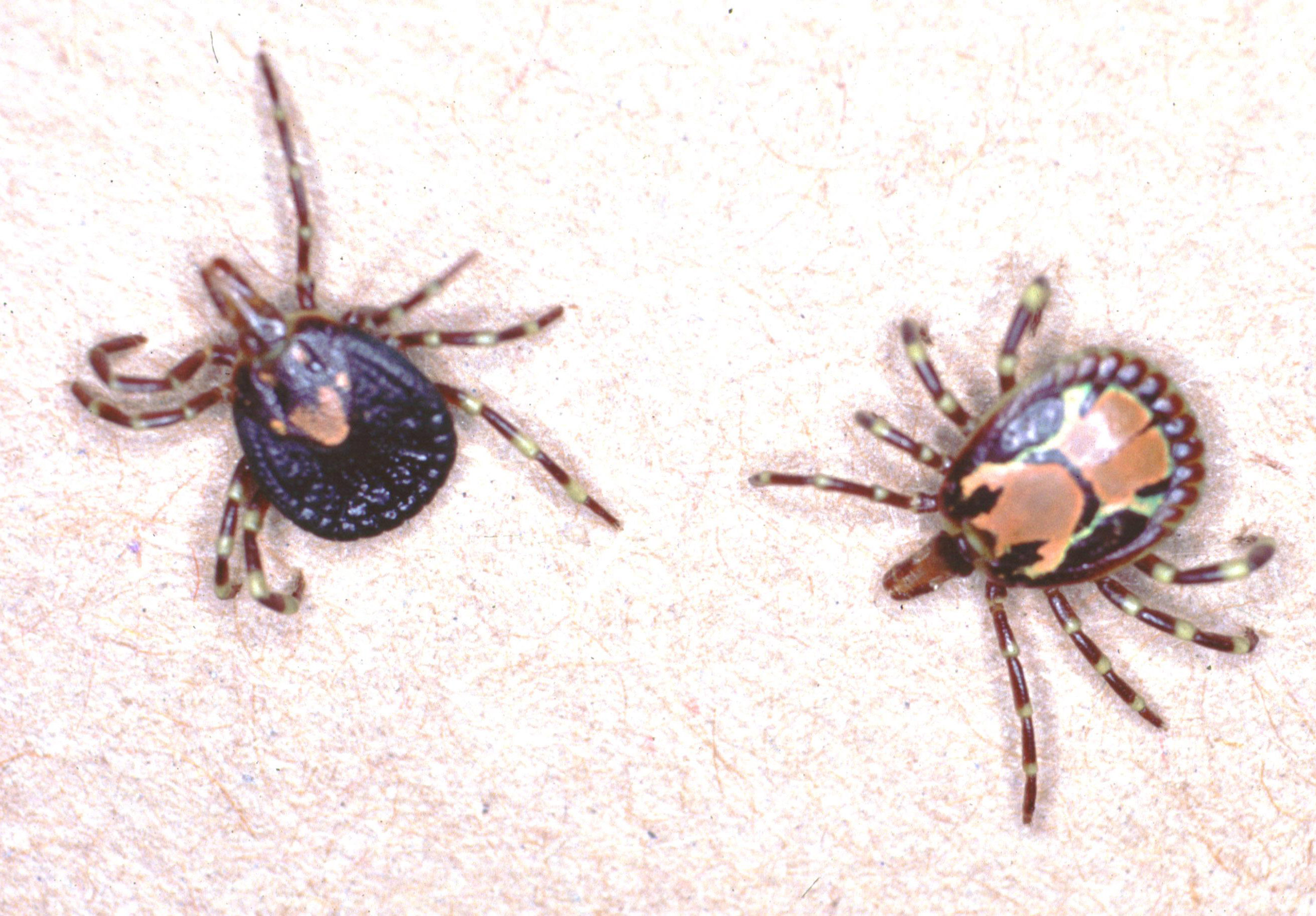
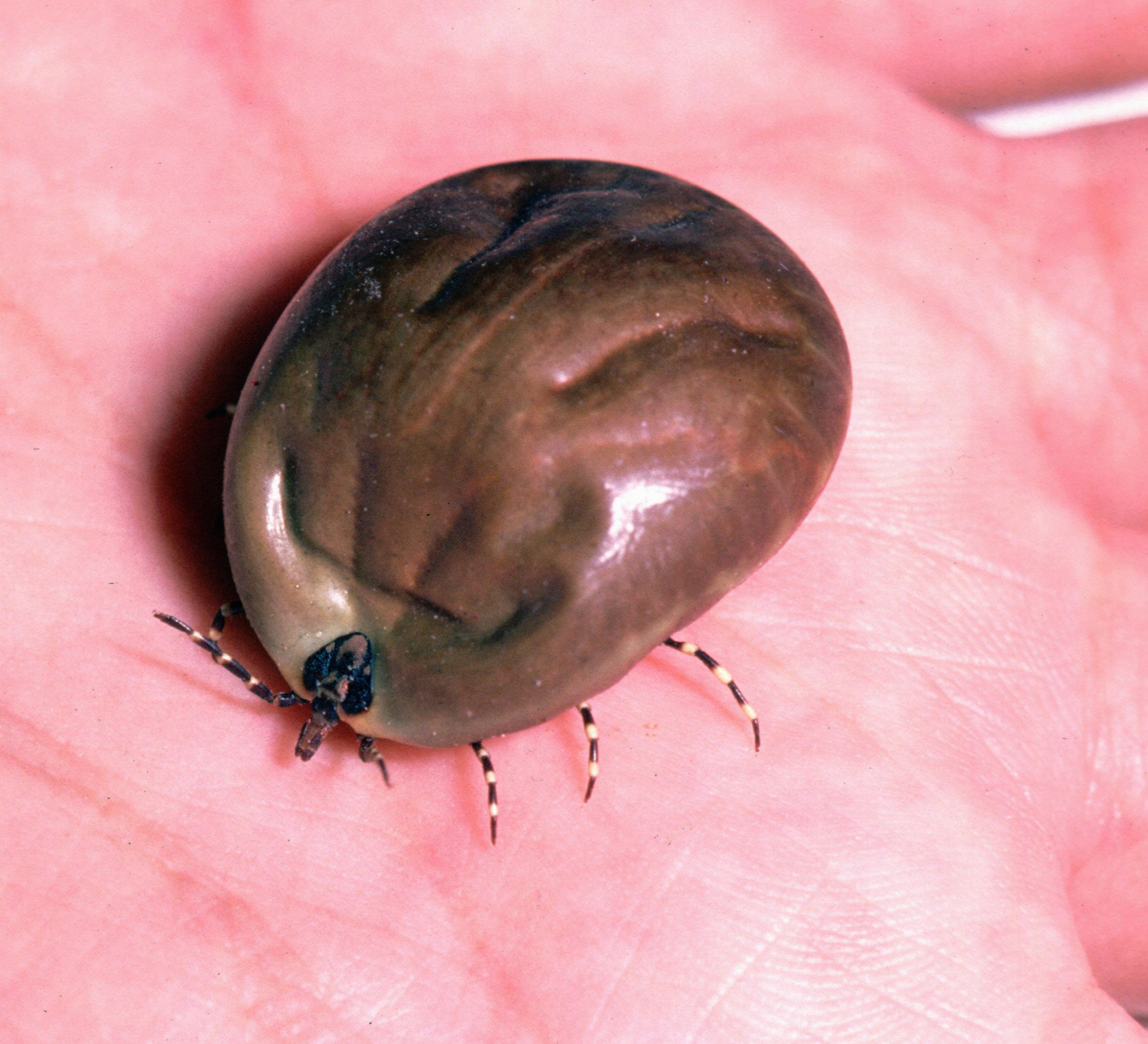
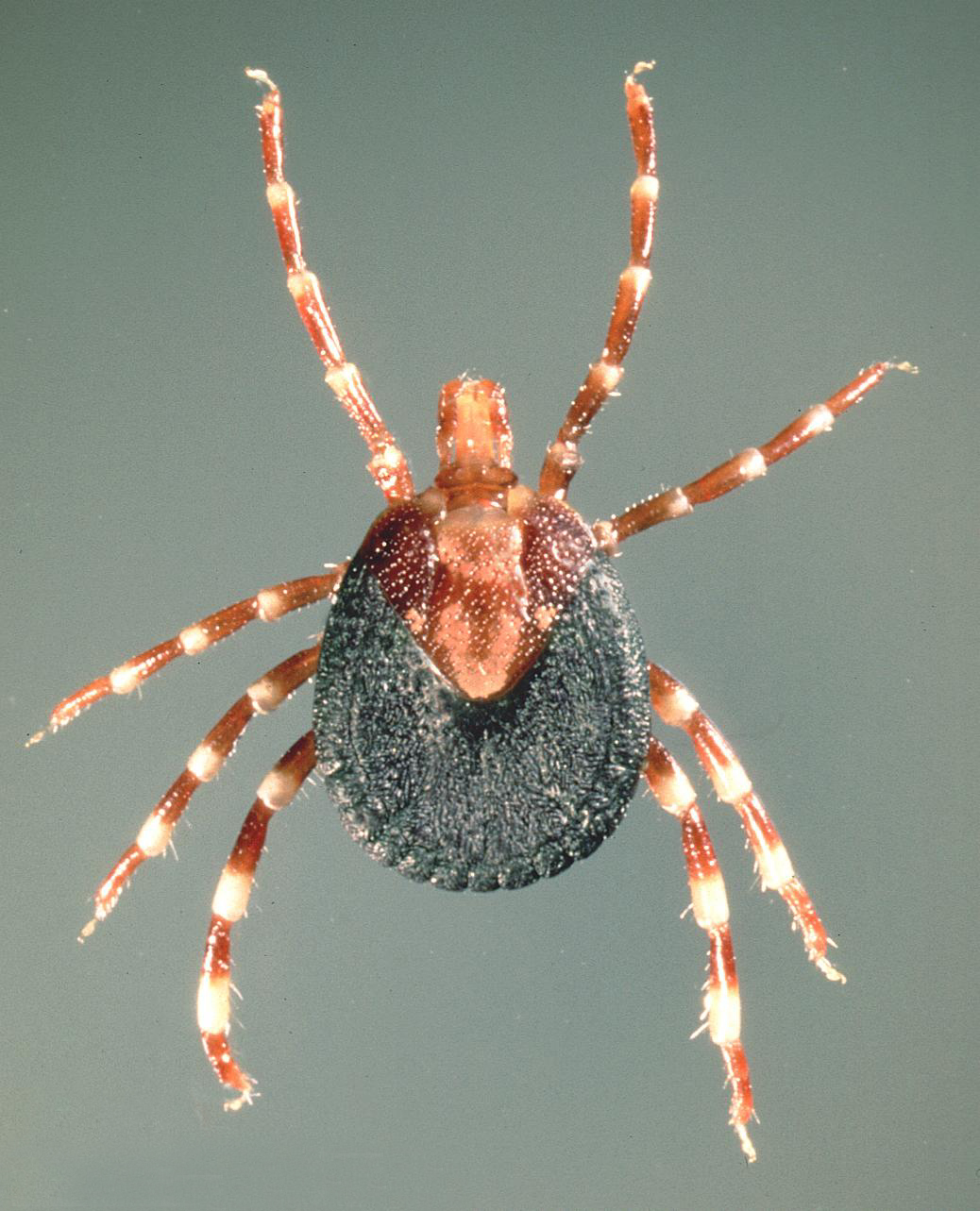
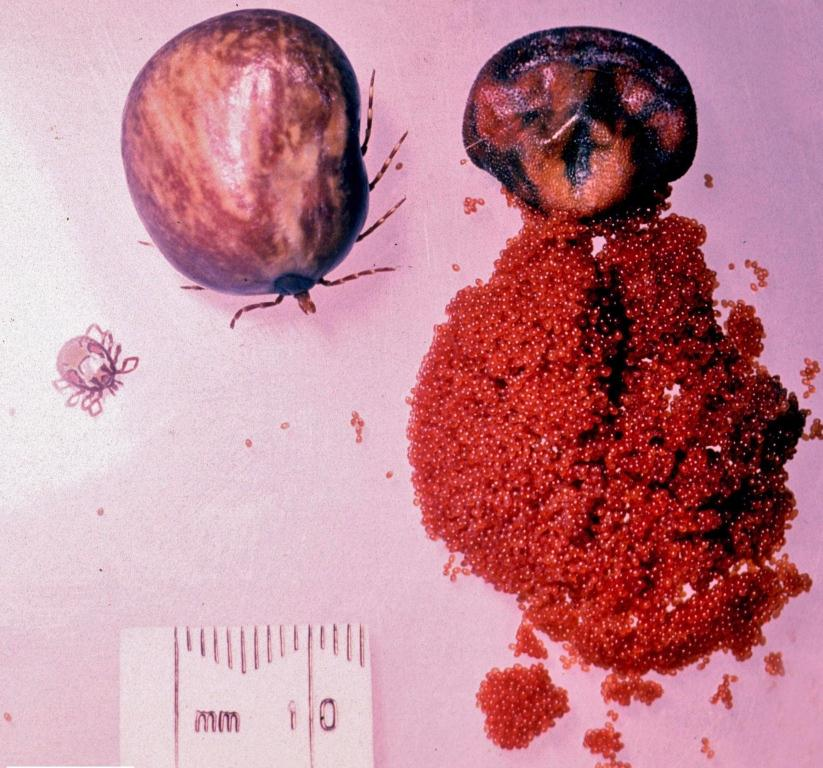